# Propadieno
El propadieno es un aleno con fórmula molecular C3H4. En condiciones normales (CNPT) es un gas altamente inflamable.